# Le Cormier
Le Cormier és un municipi francès situat al departament de l'Eure i a la regió de Normandia. L'any 2007 tenia 387 habitants.

## Demografia

### Població
El 2007 la població de fet de Le Cormier era de 387 persones. Hi havia 141 famílies, de les quals 21 eren unipersonals (21 dones vivint soles i 21 dones vivint soles), 54 parelles sense fills, 62 parelles amb fills i 4 famílies monoparentals amb fills.
La població ha evolucionat segons el següent gràfic:
Habitants censats

### Habitatges
El 2007 hi havia 171 habitatges, 141 eren l'habitatge principal de la família, 29 eren segones residències i 1 estava desocupat. 170 eren cases i 1 era un apartament. Dels 141 habitatges principals, 121 estaven ocupats pels seus propietaris, 15 estaven llogats i ocupats pels llogaters i 4 estaven cedits a títol gratuït; 1 tenia una cambra, 6 en tenien dues, 16 en tenien tres, 33 en tenien quatre i 84 en tenien cinc o més. 102 habitatges disposaven pel capbaix d'una plaça de pàrquing. A 52 habitatges hi havia un automòbil i a 81 n'hi havia dos o més.

### Piràmide de població
La piràmide de població per edats i sexe el 2009 era:
| Homes | Edats   | Dones |
| ----- | ------- | ----- |
| 0     | 95 o +  | 0     |
| 0     | 90 a 94 | 0     |
| 0     | 85 a 89 | 0     |
| 4     | 80 a 84 | 4     |
| 8     | 75 a 79 | 12    |
| 8     | 70 a 74 | 0     |
| 8     | 65 a 69 | 12    |
| 0     | 60 a 64 | 4     |
| 8     | 55 a 59 | 4     |
| 16    | 50 a 54 | 16    |
| 8     | 45 a 49 | 8     |
| 20    | 40 a 44 | 12    |
| 12    | 35 a 39 | 16    |
| 12    | 30 a 34 | 16    |
| 4     | 25 a 29 | 4     |
| 8     | 20 a 24 | 8     |
| 32    | 15 a 19 | 16    |
| 8     | 10 a 14 | 8     |
| 20    | 5 a 9   | 16    |
| 8     | 0 a 4   | 8     |

## Economia
El 2007 la població en edat de treballar era de 251 persones, 183 eren actives i 68 eren inactives. De les 183 persones actives 170 estaven ocupades (94 homes i 76 dones) i 13 estaven aturades (8 homes i 5 dones). De les 68 persones inactives 20 estaven jubilades, 24 estaven estudiant i 24 estaven classificades com a «altres inactius».

### Ingressos
El 2009 a Le Cormier hi havia 141 unitats fiscals que integraven 376 persones, la mediana anual d'ingressos fiscals per persona era de 22.094 €.

### Activitats econòmiques
Dels 10 establiments que hi havia el 2007, 1 era d'una empresa de fabricació d'altres productes industrials, 3 d'empreses de construcció, 2 d'empreses de comerç i reparació d'automòbils, 1 d'una empresa de transport, 1 d'una empresa d'hostatgeria i restauració, 1 d'una empresa immobiliària i 1 d'una empresa de serveis.
Dels 4 establiments de servei als particulars que hi havia el 2009, 1 era un paleta, 1 fusteria, 1 lampisteria i 1 restaurant.
L'any 2000 a Le Cormier hi havia 12 explotacions agrícoles que ocupaven un total de 815 hectàrees.

## Equipaments sanitaris i escolars
El 2009 hi havia una escola elemental integrada dins d'un grup escolar amb les comunes properes formant una escola dispersa.

## Poblacions més properes
El següent diagrama mostra les poblacions més properes.